# بروس فان المنجل
بروس فان المنجل (بالإنجليزية: Bruce Van Sickle)‏ (و. 1917 – 2007 م)هو ضابط، ومحامي، وقاضي، وسياسي من الولايات المتحدة الأمريكية .

## التعليم
تعلم في جامعة مينيسوتا.